# Tetsuya Komuro
Tetsuya Komuro (27 de novembre de 1958) és un productor i músic originari de la ciutat de Tòquio, en Japó.
Va començar dins de la seua banda TM Network en els 80, amb els quals va arribar gran popularitat. Experimentant musicalment també va ser part de la banda True Kiss Destination, juntament amb la cantant Asami, i des de 1995 fins a l'actualitat és membre actiu de la banda de pop i electrònica globe.
En els anys 90 va ser considerat un dels genis musicals més influents dins de la indústria musical japonesa, i va crear la coneguda "Família Komuro", que albergava els més reeixits cantants nipons de la dècada, i també va ajudar el segell Avex a ser una de les més fortes potències musicals, gràcies a les seues produccions, i els nous artistes que trobava i convertia en famoses estrelles.
També és amo juntament amb el segell Avex de la discoteca més gran Àsia que està a Tòquio i es diu Velfarre.